# Кулукаева
Кулукаева — деревня в Кулуевском сельском поселении, Аргаяшского района, Челябинской области. 

## Географическое положение
Расположена в северной части района, на берегу реки Миасс. Расстояние по дороге до центра села Аргаяш 46 км, до центра сельского поселения Кулуева — 9 км.

## История
Деревня основана в середине 18 века.. На карте середины 18 века показана в месте впадения реки Миасс в озеро Аргази, а на генеральном плане Челябинского уезда (1800, ч. 2) на месте современной Кулукаева обозначена деревня Ямангулова. В 1929 организован колхоз «Борьба за урожай».

## Население
| 2002 | 2010 |
| ---- | ---- |
| 69   | ↘62  |

(в 1873 — 188, в 1900 — 197, в 1916 — 223, в 1970 — 127, в 1983 — 68, в 1995 — 62)

## Улицы
- Центральная улица